# Gerhard Sommer
Gerhard Sommer, född 24 juni 1921, död 2019, är en tysk före detta SS-Untersturmführer. Under andra världskriget ingick han i 16. SS-Panzergrenadier-Division Reichsführer-SS och var inblandad i massakern i Sant’Anna di Stazzema den 12 augusti 1944, då omkring 560 civilpersoner, främst kvinnor och barn, mördades.
Sommer befinner sig på Simon Wiesenthal-centrets lista över de mest efterspanade krigsförbrytarna.